# Krisse Salminen
Krisse Salminen (nacida Heidi Kristiina Salminen, el 28 de mayo de 1976 en Hollola, Finlandia) es una humorista y presentadora de televisión finlandesa. Salminen es hija del presentador de concursos Reijo Salminen. Su actuación más conocida es presentarse a sí misma como una "princesita" rubia, hablando con un exagerado, urbano, acento de Helsinki con entonación nasal. Ella es una de las figuras centrales de la escena finesa de comedia en vivo.
Hizo una aparición en el Festival de la Canción de Eurovisión 2007 como presentadora invitada y reportera de la green room.

## Series
- Krisse (2004–2005)
- Krisse Show (2006–2007)
- Krisse Road Show (2007)
- Röyhkeä diplomaatti (2007)
- Ne Salmiset (2009–2010)
- Krissen vaaligrilli (2011-)